# Riga a 21 cm dell'idrogeno neutro
La riga a 21 cm dell'idrogeno neutro è una riga spettrale causata da una variazione energetica dell'idrogeno neutro interstellare. Si manifesta ad una frequenza di 1420,405 MHz, equivalente ad una lunghezza d'onda di 21,10611405413 cm.
Questa frequenza, che si trova nelle onde radio, più precisamente nelle microonde, è largamente usata in astronomia, in quanto può attraversare le polveri interstellari, opache alla luce visibile.

## Origine della riga a 21 cm
L'atomo dell'idrogeno neutro (non ionizzato) consiste di un solo protone legato ad un solo elettrone. Ciascuna delle due particelle ha un proprio spin, che può essere orario o antiorario. Quando il protone e l'elettrone hanno il medesimo senso di rotazione (spin parallelo) l'atomo ha un'energia leggermente superiore al caso in cui il senso di rotazione è contrario (spin anti-parallelo). Questo a causa di interazioni magnetiche tra le due particelle. La transizione da spin parallelo ad anti-parallelo causa l'emissione di fotoni con frequenza di 1420,405 MHz e lunghezza d'onda di 21,106 cm. Questo fenomeno avviene per ogni atomo mediamente ogni 107 anni, per cui è praticamente impossibile osservare tale fenomeno in laboratorio. Essendo però il numero di atomi di idrogeno del mezzo interstellare estremamente alto, vi si originano di continuo emissioni su tale frequenza, pertanto la riga di emissione di 21 cm è facilmente osservabile tramite i radiotelescopi.

## Storia

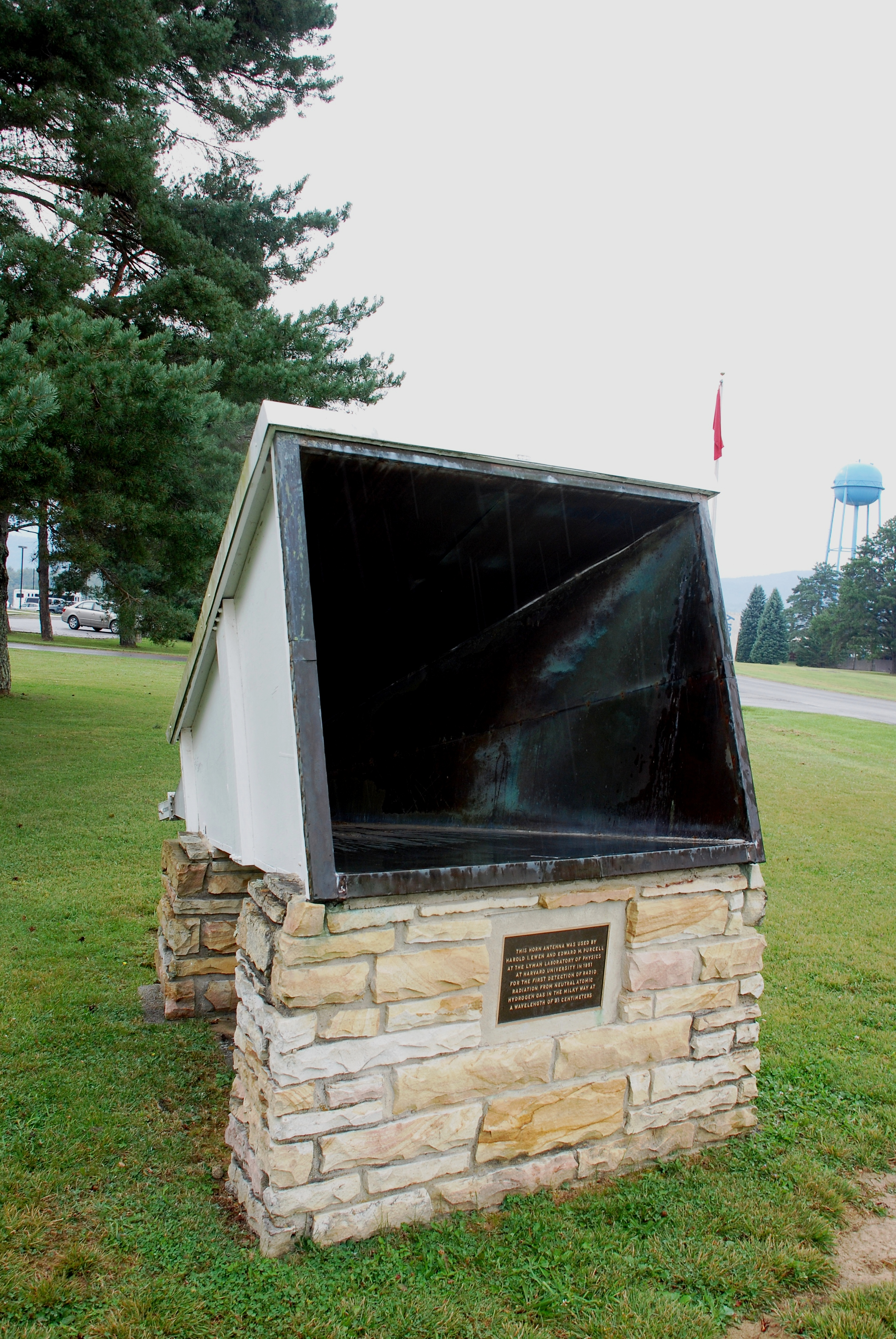
Il ricevitore di onde a 21 cm di Ewen-Purcell, ora all'osservatorio di Green Bank

Negli anni '30 furono notate variazioni cicliche giornaliere nelle ricezioni radio, che sembravano essere di origine extraterrestre. Dopo una prima ipotesi che fossero causate dal Sole, Jan Oort scoprì che provenivano dall'esterno del sistema solare, più precisamente dal centro della Via Lattea. Egli previde che, nel caso fossero state linee di emissione nello spettro radio, ciò avrebbe portato a grandi progressi nelle ricerche astronomiche, quindi parlò di questo con Hendrik van de Hulst, il quale nel 1944 scoprì che l'idrogeno neutro poteva emettere fotoni alla frequenza di 1420,405 MHz.
La riga a 21 cm fu captata per la prima volta nel 1951 dagli astronomi Harold Irwing Ewen e Edward Mills Purcell dell'Università di Harvard.

## Uso in astronomia
Tramite la riga a 21 cm fu possibile nel 1952 tracciare le prime mappe della distribuzione dell'idrogeno neutro nella Galassia, rivelando per la prima volta la struttura a spirale della Via Lattea. Anche la curva di rotazione della galassia fu determinata tramite la riga a 21 cm dell'idrogeno neutro.

## Uso nel progetto SETI
La frequenza della riga a 21 cm dell'idrogeno è considerata preferenziale per individuare segnali radio provenienti da eventuali civiltà extraterrestri (come il misterioso * Segnale Wow!), così come per inviare segnali verso di loro, ricerca portata avanti dal progetto SETI. Furono i fisici Giuseppe Cocconi e Philip Morrison, nel loro articolo del 1959 "Searching for Extraterrestrial Communications", a proporre l'uso di questa frequenza come la più idonea per tale progetto di ricerca.